# グンジャラ・ゴーンディー文字
グンジャラ・ゴーンディー文字（Gunjala Gondī Lipi）は、テランガーナ州グンジャラ村で発見されたゴーンディー語写本に用いられていた文字。
モーディー文字に似た筆記体風の字形を持つ。

## 概要
ゴーンディー語はドラヴィダ語族に属する言語で、話者人口は260万人に達する。通常はデーヴァナーガリーやテルグ文字で表記される。また、1918年にMunshi Mangal Singh Masaramによって考案された専用の文字もある。
グンジャラ村(en)は、テランガーナ州アーディラーバード県にある村で、2008年にこの文字で書かれた写本が発見された。この写本をもとにして、ハイデラバード大学のダリットおよび先住民研究センターによって2014年にフォントが開発された。

## Unicode
2018年のUnicodeバージョン11.0で、追加多言語面のU+11D60からU+11DAFまでに追加された。63文字を収録している。